# John Burgoyne
John Burgoyne (født 24. februar 1723, død 4. august 1792) var en britisk general og forfatter af skuespil. Under den amerikanske uafhængighedskrig overgav han sig den 17. oktober 1777 ved Saratoga med sin hær på 6000 mand.